# Abraham Begeyn

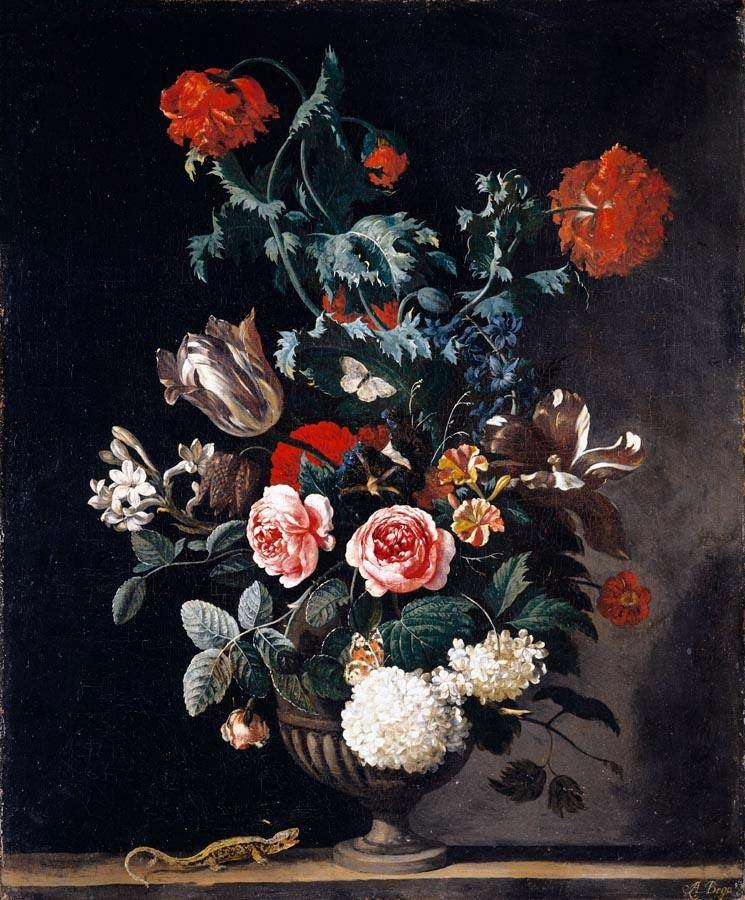
Abraham Begeyn, Blommor i en stenvas 1670.

Abraham Jansz. Begeyn, född 1637 i Leiden, död 1697 i Berlin, var en holländsk landskapsmålare.
Begeyn var efter vartannat verksam i Leiden, Amsterdam, Haag och Berlin, där han 1688 blev kurfurstlig hovmålare. I sina landskap med italienska motiv (getter, herdar och så vidare) visar han påverkan av Berchem, i sina framställningar av plantor och insekter åter av Marseus.